# 法廷撮影
法廷撮影（ほうていさつえい）とは、裁判所の法廷をカメラで撮影すること。

## 日本
裁判所の法廷撮影は刑事訴訟では刑事訴訟規則第215条、民事訴訟では民事訴訟規則第77条で裁判所の許可を得なければすることができないと規定されている。ジャーナリストが開廷中の法廷を撮影しようとしても「審理関係者が心理的な圧迫を受ける。公正な審理に悪影響を及ぼす可能性がある。」と認められないケースが大半である。
例外的に裁判長の許可、裁判官着席後2人以内、刑事法廷は被告人不在、取材は記者クラブ加盟社の代表取材でスチールカメラ、ビデオカメラ各1人ずつ、照明や録音や中継等の機材は使用せず、取材にあたっては裁判部の指示に従うという条件で認められている。俗に「頭撮り（あたまどり）」と呼ばれている。
撮影は認められていないが絵を描くことは禁じられていないことから、開廷中の様子は法廷画家によるスケッチが利用されている。

### 歴史
法廷内の撮影は戦後の一時期は制限がなかった。小平事件・帝銀事件・三鷹事件・松川事件・昭和電工事件・炭鉱国管疑獄では刑事法廷に出廷した被告人が撮影された写真が残っている。
しかし、カメラマンが裁判長の制止を無視して法廷のヒナ壇に上がって撮影する等の乱暴な取材が目立つようになり、刑事訴訟では1949年の刑事訴訟規則第215条、民事訴訟では1956年の民事訴訟規則第77条の改正でそれぞれ裁判所の許可制となり、1952年に全国刑事裁判官会合で「法廷における写真の撮影は裁判所が相当と認め、かつ被告人に異議がない場合、開廷前に限って認める」との申し合わせができた。この申し合わせは1954年と1957年の会合で再確認された。刑事訴訟については1953年から「法廷の秩序維持と公正な裁判の確保」「被告の人権擁護」を理由にカメラによる法廷撮影は実質的に締め出されるようになった。ベテラン裁判官の中には「審理に影響を与える要素は少しでも排除したいのが裁判官。我々にとってカメラ取材はマイナスでしかない。」と考える者もいた。
例外的に1960年の松川事件の差し戻し公判（仙台高等裁判所）や1965年の吉田石松老事件の再審判決公判（名古屋高等裁判所）、1983年の大阪タクシー汚職事件の判決公判（大阪高等裁判所）など、一部の地方裁判所や高等裁判所で開廷前のカメラ撮影が認められた例があった。1968年の横須賀線電車爆破事件の初公判（横浜地方裁判所）で開廷後の被告人の出廷姿の撮影が認められた例、1984年の死刑再審事件である松山事件の再審判決公判（仙台地方裁判所）で開廷後の判決言い渡し前の2分間について被告人を含めた法廷内の全景の撮影が認められた例もある。
ただ、最高裁判所の膝元で数多くの著名事件を抱える東京地方裁判所と東京高等裁判所では最も規制が厳しく、報道各社の強い要請に対しても事実上の全面禁止を貫いてきた。
1950年代に法廷撮影が実質的に禁止されてからは、日本新聞協会等のジャーナリスト側と最高裁との間で法廷撮影について折衝が続けられ、1987年8月に東京地裁で運用要項が作成され、1987年12月15日に最高裁は前述のような一定条件下で法廷撮影を認める指針を全国の下級裁に通知した。

### 隠し撮り
法廷撮影の事実上の禁止以降、有名事件における知名度が高い被告が出廷する裁判において週刊誌による無断での隠し撮りが発生し、裁判所から問題視されることがある。
- ロッキード事件の田中角栄元首相が出廷した法廷で、写真週刊誌『FOCUS』が2回（1982年4月の法廷と1983年10月の判決公判）隠し撮りをした事件[6]。
- オウム真理教事件の麻原彰晃オウム真理教元代表が出廷した法廷で、週刊誌『週刊ポスト』が2回（1996年の法廷と1998年の法廷）隠し撮りした事件[12]。
- 和歌山毒物カレー事件の林眞須美が出廷した法廷で、写真週刊誌『FOCUS』が1998年10月の勾留理由開示手続を隠し撮りした事件。

## 日本以外
アメリカ合衆国では当初は明白なルールはなかったが、1935年のリンドバーグ愛児誘拐事件での裁判所の判決では多くのスチール写真家が大きなカメラや人工照明を持って押し寄せて裁判の円滑で能率的な運営が妨害された。その結果、裁判所が「広がりを持つこと」「混乱の頻発」を引き起こしたとして、1937年にアメリカ法曹協会の代議員会は司法倫理綱領第35条で法廷の威信と礼儀作法の観点から法廷撮影や訴訟手続放送禁止といったルールを制定し、全連邦裁判所及びコロラド州とテキサス州を除く全ての州裁判所で司法倫理綱領第35条が適用されたことで、法廷撮影等がされなくなった。1972年に司法倫理綱領が改正され、一定の教育目的のある場合等の正当と認めることができる場合に限って一定条件下で法廷撮影等を許すとした。1982年に司法倫理綱領が改正され、「公平な裁判に対する当事者の権利との一致」「裁判関係者を悩ませないこと」「裁判所の実施を妨害しない方法」という条件を満たせば法廷撮影等を許すとした。前年の1981年時点では34の州で、1985年時点では43の州で、それぞれ法廷撮影等が行われるようになった。1990年代以降に登場したアメリカのニュース専門テレビ局では実在する人間のプライバシーが次々と暴き立てられる裁判の法廷中継を放送する中で多くの国民が番組を視聴するようになり、法廷映像について年月の経過ごとにカメラの台数が増えて画質もよくなっていった。
イギリスやオランダのような立憲君主国では裁判は王の代理として裁判官が行うものであるとの考え方から、法廷における撮影を法廷の尊厳を傷つけるものとして禁止する傾向にある。
中華人民共和国では1998年に映画の著作権に関する民事訴訟でテレビ局による裁判の生中継が行われた。